# Hlušina

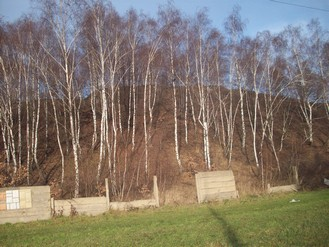
Halda hlušiny

Hlušina je materiál, který je vytěžen během hlubinné těžby jako nezužitkovatelný materiál, jenž se většinou ukládá poblíž těžební oblasti v podobě hald. Hlušinou, která se také nepříliš správně označuje za jalovinu, je horninová nebo minerální příměs, která se jako nežádoucí složka samovolně těží s užitkovým minerálem či horninou, protože je s nimi natolik srostlá, že při těžbě nejde od nerostu či horniny oddělit.
V Česku i střední Evropě vznikly největší haldy hlušiny při těžbě hnědého uhlí. Někdy se hlušinou zavážejí už vytěžené povrchové doly, ale jindy se hlušina vysypává na samostatné haldy: blízko českých hranic s Polskem se nachází např. 137 m vysoká halda v Rydułtowech.